# Talang Tengah I
Talang Tengah I is een bestuurslaag in het regentschap Bengkulu Tengah van de provincie Bengkulu, Indonesië. Talang Tengah I telt 383 inwoners (volkstelling 2010).